# قنطيون سيامي
قنطيون سيامي (الاسم العلمي:Canthium siamense) هو نوع من النباتات يتبع جنس القنطيون من الفصيلة الفوية.